# Станкина, Ирина Васильевна
Ирина Васильевна Станкина (род. 25 марта 1977, Саранск) — российская спортсменка, заслуженный мастер спорта России.
Чемпионка мира 1995 года — спортивная ходьба (10 км). Чемпионка мира среди юниоров (1994). Многократная чемпионка России, участница двух Олимпиад: в Атланте и Сиднее.
Тренеры: Николай Филиппович Кабанов, Виктор Михайлович Чегин.
Из спорта ушла в 2007 году, тогда же стала работать в системе МВД. Мама двух дочерей — Екатерины и Юлии.